# Amrum-pad

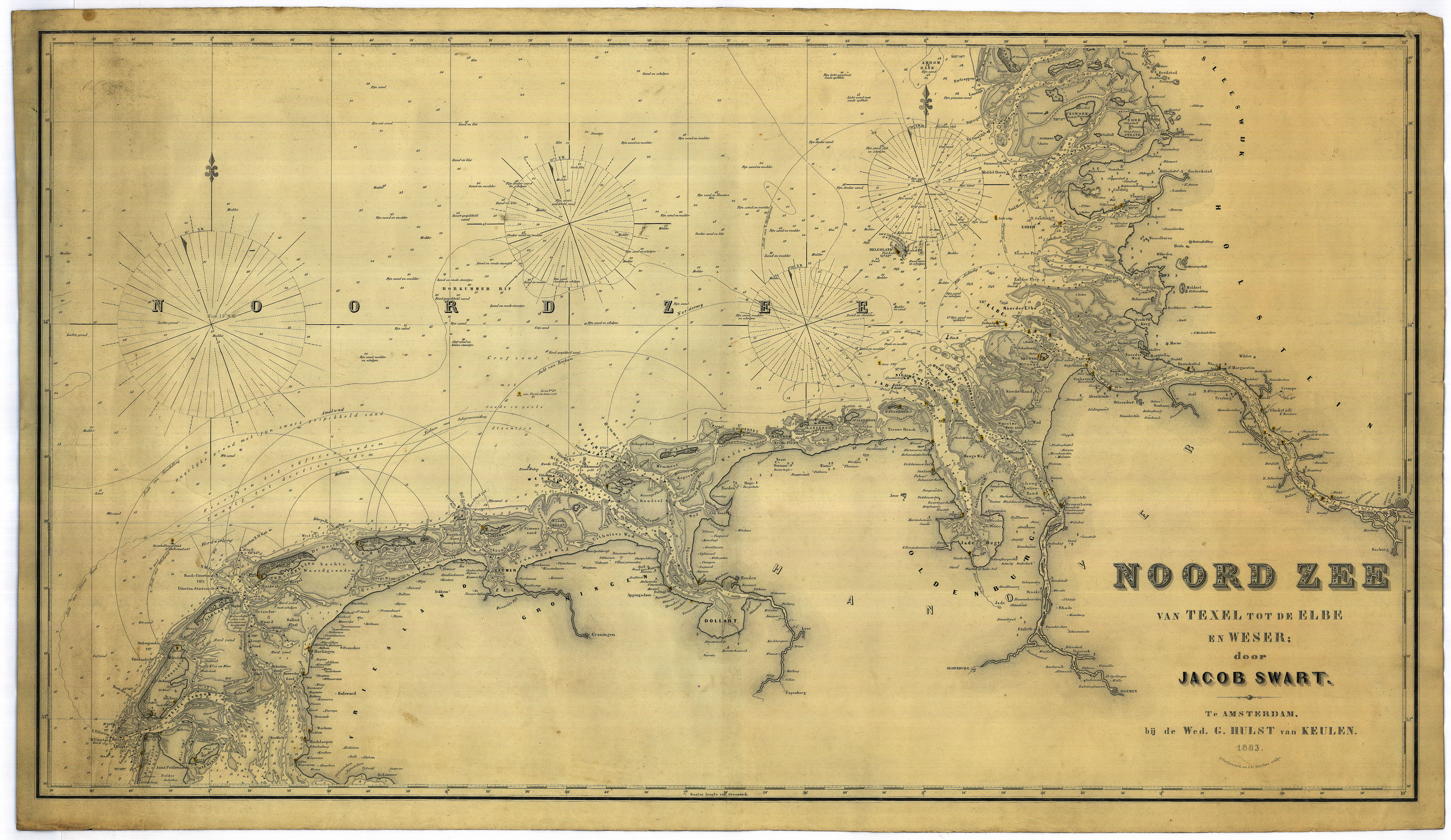
az Amrom Bank egy 1883-as térképen (kép felső szélén jelölve)

Az Amrum-pad (németül: Amrumbank) egy homokpad Schleswig-Holstein nyugati partjai előtt mintegy 11 tengeri mérföldre Amrumtól az Északi-tengerben.

## Általános információk
Az Amrum-pad kevesebb mint tíz méterrel fekszik a tenger szintje alatt és 12 tengeri mérföld (22 km) hosszan húzódik dél-délnyugati irányban. Egy 11 méter hosszú árok két részre osztja. A legkisebb mélysége a délnyugati rész közepén mindössze 6,7 méter. A környező tengerfenék a padtól távolodva csak fokozatosan, enyhén mélyül.
1908 és 1939 között a homokpad délnyugati részén (♁54° 34' É 7° 53' K koordinátákon) állomásozott egy világítóhajó. Az Amrumbank I-et 1919-ben az Amrumbank II váltotta. Az első világháború vége felé a német haditengerészet egy tengeralattjárók elleni védőhálókkal kialakított horgonyzóhelyet alakított ki a felszíni flotta aknaszedő flottillákat támogató egységei részére a homokpad közelében. A második világháború után a világítóhajót visszavonták a homokpadtól. Napjainkban kardinális bójákkal jelölik az elhelyezkedését.
A két világítóhajó mellett a 2011-ben szolgálatba állított bójarakó is a homokpad nevét viseli.
Az Amrum-padtól 10 tengeri mérfölddel (19 km) délnyugatra lévő mélyebb vizeken hozták létre az "Amrumbank West" szélparkot.

## Fordítás
- Ez a szócikk részben vagy egészben  az   Amrumbank című német Wikipédia-szócikk ezen változatának fordításán alapul.  Az eredeti cikk szerkesztőit annak laptörténete sorolja fel. Ez a jelzés csupán a megfogalmazás eredetét és a szerzői jogokat jelzi, nem szolgál a cikkben szereplő információk forrásmegjelöléseként.